# 가필드 겟츠 리얼 (비디오 게임)
《가필드 겟츠 리얼》(영어: Garfield Gets Real)는 2009년에 출시된 미국 닌텐도 DS의 비디오 게임이다.